# Hamis tanúzás
A hamis tanúzás az igazságszolgáltatás rendje elleni egyik bűncselekmény.

## A tanú
A tanú az a személy, aki az általa észlelt múltbeli tényekről tesz vallomást a bíróság vagy más hatóság előtt. Jogait és kötelezettségeit jogszabályok határozzák meg. A tanúvallomás a bíróság vagy más hatóság által lefolytatott bizonyítási eljárásban gyakran az egyik legfontosabb eszköz.

## A hatályos szabályozás
A hatályos 2012. évi C. törvény 272. §-ának rendelkezései szerint:

### A hamis tanúzás fogalma
A tanú, aki hatóság előtt az ügy lényeges körülményére valótlan vallomást tesz, vagy a valót elhallgatja, hamis tanúzást követ el.
A hamis tanúzásra vonatkozó rendelkezéseket kell alkalmazni arra, aki
a) mint szakértő hamis szakvéleményt vagy mint szaktanácsadó hamis felvilágosítást ad,
b) mint tolmács vagy fordító hamisan fordít,
c) a 268. § (1) bekezdésének b) pontja esetén kívül büntető- vagy polgári ügyben hamis okiratot vagy hamis tárgyi bizonyítási eszközt szolgáltat.
A (2) bekezdés c) pontja alapján nem büntethető a büntetőügy terheltje.
Aki a hamis tanúzást büntetőügyben követi el, bűntett miatt egy évtől öt évig terjedő szabadságvesztéssel büntetendő. Ha a hamis tanúzás olyan bűncselekményre vonatkozik, amely életfogytig tartó szabadságvesztéssel is büntethető, a büntetés két évtől nyolc évig terjedő szabadságvesztés.
Aki a hamis tanúzást polgári ügyben követi el, három évig terjedő szabadságvesztéssel büntetendő. Ha a polgári ügy tárgya különösen nagy vagyoni érték vagy különösen jelentős egyéb érdek, a büntetés egy évtől öt évig terjedő szabadságvesztés.
Aki a hamis tanúzást gondatlanságból követi el, vétség miatt egy évig terjedő szabadságvesztéssel büntetendő.
Aki a hamis tanúzást szabálysértési vagy egyéb hatósági eljárásban, illetve fegyelmi eljárásban követi el, vétség miatt egy évig terjedő szabadságvesztéssel büntetendő.
Hamis tanúzás miatt mindaddig, amíg az az alapügy, amelyben a hamis tanúzást elkövették, nem fejeződik be, büntetőeljárás csak az alapügyben eljáró hatóság feljelentése alapján indítható. Az ilyen feljelentés esetét kivéve a hamis tanúzás büntethetőségének elévülése az alapügy befejezésének napján kezdődik.
Nem büntethető hamis tanúzásért,
a) aki a valóság feltárása esetén önmagát vagy hozzátartozóját bűncselekmény elkövetésével vádolná,
b) aki a vallomástételt egyéb okból megtagadhatja, de erre kihallgatása előtt nem figyelmeztették, vagy
c) akinek a kihallgatása törvény alapján kizárt.
A büntetés korlátlanul enyhíthető, különös méltánylást érdemlő esetben mellőzhető azzal szemben, aki az alapügy jogerős vagy végleges befejezése előtt az eljáró hatóságnak az általa szolgáltatott bizonyítási eszköz hamis voltát bejelenti.

## A Révai nagy lexikonában
A hamis tanúzást az a tanú követi el, aki bűnvádi vagy polgári vagy fegyelmi ügyben az ügynek lényeges körülményére nézve hamis vallomást tesz, a magyar Btk. szerint azonban csak akkor, ha vallomását esküvel megerősítette. Más törvények szerint az esküvel meg nem erősített vallomás enyhébb büntetés alá esik. A büntetésre nézve irányadó annak az ügynek a fontossága, melyben a hamis tanúzás történt, tehát az abból származott vagy származható jogsértés nagysága és jelentősége. Ehhez képest a magyar Btk. különböző büntetési tételeket állít fel (1 évig terjedhető fogháztól 15 évig terjedhető fogházig), aszerint, amint a hamis tanúzás a) polgári ügyben, b) kihágási ügyben, c) fegyelmi ügyben, vagy d) bűnvádi ügyben történt. A hamis tanúval egyenlő büntetés alá esnek a szakértők, a tolmácsok és fordítók, hamis véleményezés, illetve fordítás esetében. Az esküt pótló ünnepélyes bizonyság büntetőjogilag eskünek veendő. Az esküvel való megerősítéssel egyenlő hatállyal bír a hivatali, illetve általános szakértői vagy tolmácsi vagy fordítói esküre, a fennforgó ügyben már elébb hasonló minőségben letett esküre való hivatkozás. A gondatlanságból elkövetett hamis tanúzás is büntetendő. A büntetlenség esetei ugyanazok, mint a hamis eskünél; ezeken kívül hamis tanúzás miatt nem büntetendő az, aki büntető vagy fegyelmi ügyben jogosítva volt a tanúzást vagy véleményadást megtagadni, de a bíróság őt erre a jogára nem figyelmeztette. A hamis tanúzással egyenlő büntetés alá esik az, aki a valóval megegyező vallomását visszavonja és hamisnak állítja. Polgári perben az eskü alatt kihallgatott félnek eskü alatt tett hamis vallomása is hamis tanúzás, nem hamis eskü.

## Bírósági gyakorlat
Nem hamis vád, hanem hamis tanúzás valósul meg, ha a más által történt hamis vádolás miatt már megindult és folyamatban lévő ügyben kihallgatott tanú a hamis vallomásával a hamisan vádoló valótlan állítását igazolja [Btk. 233. § (1) bek. a) pont, 238. § (1) bek.]. (1195/2005. számú büntető elvi határozat) 

## Hatalom által kikényszerített hamis tanúzás
Totalitárius államok koncepciós pereiben, vagy önkényurak pereiben gyakran kínzással, családtagok életveszélyes fenyegetésével, megvesztegetéssel stb. szokás hamis tanúkat állítani. A Rajk-perben az előbbire, Mikszáth Kálmán Különös házasság és Jókai Mór Egy magyar nábob című regényében utóbbira láthatunk példát.

## Az irodalomban
- Arany János: A hamis tanú